# Putrivka, Vasîlkiv
Putrivka (în ucraineană Путрівка) este localitatea de reședință a comunei Putrivka din raionul Vasîlkiv, regiunea Kiev, Ucraina.

## Demografie
Componența lingvistică a localității Putrivka
     Ucraineană (94,89%)
     Rusă (4,91%)
     Alte limbi (0,06%)
Conform recensământului din 2001, majoritatea populației localității Putrivka era vorbitoare de ucraineană (94,89%), existând în minoritate și vorbitori de rusă (4,91%).